# 王鸚鵡
王 鸚鵡（おう おうむ、? - 453年）は、南朝宋の廃帝劉劭の妃嬪。

## 経歴
初め、東陽公主の劉英娥（文帝の嫡出の娘、劉劭の同母姉）の侍女を務めた。厳道育という巫婆と関わりを持ち、劉英娥に厳道育を推薦した。劉英娥と劉劭（当時は皇太子）は厳道育の信徒になり、「天師」として尊崇した。劉劭は異母弟の劉濬（潘淑妃の息子）と計略を用い、父文帝の呪殺のため、厳道育に頼って呪法を行った。劉英娥と王鸚鵡らの下人がみな共謀した。
やがて劉英娥が薨去した後、王鸚鵡は沈懐遠（沈懐文の弟、劉濬の腹心）が妾とした。しかし王鸚鵡は養子の陳天興（もとは劉英娥の下僕、劉劭により士官になった）と密通し、露顕を恐れて劉劭に頼り、陳天興を殺した。同じく下人であった陳慶国は恐れを抱き、元嘉29年（452年）7月、呪法のことを文帝へ密告した。文帝は大いに驚き、王鸚鵡を捕らえ、舎章殿前を掘って巫蠱の証拠も発見した。厳道育は行方をくらました（後に捕らえられる）。文帝は息子の劉劭と劉濬には甘く、2人は厳しく叱責されたが、徹底的な追及は免れた。翌年、劉劭は父帝を殺害し、自ら皇帝に即位した。王鸚鵡は劉劭の妃嬪となり、寵愛を受けた。
3か月後、武陵王の劉駿（文帝の三男、後の孝武帝）が将軍沈慶之の支援を受けて建康城内に侵入し、劉劭らは捕らえられた。劉劭の息子たちは市場で斬首され、妻と娘たちは賜死にされた。劉劭の本妻（皇后に立てられた）殷氏は賜死の際、獄丞の江恪に「皇族同士の内紛で、なぜ罪のない者も死刑にするのか？」と言った。獄丞は「偽帝の皇后を名乗ったことが死罪に値する」と答えた。殷氏は「それは一時のことで、間もなく王鸚鵡が代わって皇后に立てられるはずであった」と応じた。
厳道育と王鸚鵡は鞭刑を受け、処刑された。その後、劉劭らと共に死体は焼かれ、遺灰は長江に投げ捨てられた。

## 伝記資料
- 『宋書』巻82 列伝第42
- 『宋書』巻99 列伝第59
- 『南史』巻14 列伝第4
- 『南史』巻34 列伝第24